# Гольц, Ольга Владимировна
Ольга Владимировна Гольц (род. 19 августа 1973, Челябинск) — российский и американский математик, профессор Калифорнийского университета в Беркли. Специалист по численным методам, автор ряда научных работ.

## Биография
Родилась 19 августа 1973 года в Челябинске.
Любовь к математике привилась в раннем возрасте, так как её родители были программистами. С пятнадцати лет Ольга училась в средней школе, специализирующейся в математике, которую она окончила два года спустя. Затем училась в Южно-Уральском государственном университете в Челябинске (окончила в 1995 году) и в Университете Висконсин-Мэдисон (окончила в 2000 году). Проработав в Мэдисоне до 2002 года и получив степень кандидата наук, следующие полтора года провела в Германии с исследовательской стипендией Гумбольдта в Институте математики Берлинского технического университета. Вернувшись в США в 2004 году, по 2007 год занимала должность Morrey Assistant Professor на факультете математики Калифорнийского университета в Беркли.
После получения в 2006 году премии Софии Ковалевской в размере одного миллиона евро, Ольга Гольц создала в Техническом университете Берлина свою исследовательскую группу, где она стала профессором прикладной математики, одновременно работая доцентом, а затем профессором математики в Калифорнийском университете Беркли. Также учёная-математик была удостоена в 2008 году награды Европейского математического общества, а в 2010 году Европейский исследовательский совет выделил ей грант для развития в 880 тысяч евро. В 2015 году Ольга Гольц была избрана членом Американского математического общества («for contributions to numerical linear algebra, numerical analysis, approximation theory, theoretical computer science, and algebra»).
Ольга Гольц в юные годы мечтала о карьере музыканта, но стала известным математиком. Тем не менее она продолжает интересоваться музыкой, выступает с хором Берлинской филармонии и занимается танцами. В 2013 году она сняла в Беркли свой первый фильм «Захир», который был вдохновлен одноимённым рассказом Хорхе Луиса Борхеса.